# Dark Blue
Dark Blue è il secondo singolo dei Jack's Mannequin, tratto dal loro album di debutto Everything in Transit e pubblicato a gennaio del 2005.
Il singolo è stato suonato nella serie televisiva One Tree Hill.